# Nelson (Új-Zéland)
Nelson (maori nyelven: Whakatū) Új-Zéland egyik városa, mely a Déli-szigeten fekszik. Itt található a Nelson régió adminisztrációs központja.

## Földrajz
Nelson a Déli-sziget északi részén, a tengerparton helyezkedik el. A kikötőt és a strandot egy természetes hullámtörő, a Boulder Bank védi, csökkentve a városban az árapály-jelenség hatásait. A városban a napsütéses órák száma eléri az évi 2400-at.

## Története
A területen már 700 évvel ezelőtt is voltak maori települések. Az 1820-as években az északi törzsek megtámadták a helyi népességet, és megtizedelték azt. A londoni székhelyű Új-Zéland Társaság megtervezte Nelson települést, melyet egy, a maoriktól olcsón vásárolt 800 km²-es területen kívántak felépíteni. 1841 szeptemberéig azonban a területnek csak egyharmadát sikerült eladni. Ennek ellenére a kolónia tovább terjeszkedett. Végül Arthur Wakefield kapitány parancsnoksága alatt három hajó futott ki Londonból. A társaság kijelölte a területet (ahol ma a város fekszik), ahol a legjobb kikötő volt a környéken. A területnek egy hátránya volt: kevés volt a termőföld. Végül a három telepeseket szállító hajó kikötött 1841 novemberében, és elkezdődött az építkezés. Három hónappal később újabb négy hajó érkezett. 18 hónapon belül a Társaság 18 hajót, melyeken 1052 férfi, 872 nő és 1384 gyermek volt. A területre jelentős számú német bevándorló is érkezett. A kezdeti jólét után a növekvő föld- és pénzhiány miatt a gazdaság és a jólét növekedése is megállt. Egészen az 1850-es évekig pedig nem jöttek újabb telepesek. A munkások bére csökkent és 1846-ig a lakosok öt százaléka elhagyta Nelsont. A telepesek és a maorik összetűzése a földtulajdon miatt végül 22 telepes halálához vezetett. A kormányzati vizsgálat végül felmentette a maorikat, és elismerte, hogy a telepeseknek jogtalan igényük volt bizonyos földterületekre. 1853-tól amíg el nem törölték a tartományi kormányokat 1876-ban, Nelson volt a hasonló nevű tartomány székhelye.

## Népesség
Nelson népessége 2006-ban 42 888 fő volt (míg 2001-ben 41 568 fő). A városban jelentős a német és az ázsiai származású népesség aránya.
| Lakosok száma | 46 437 | 48 072 | 51 100 |
|               | 2013   | 2018   | 2020   |

## Kultúra
A városban több fesztivált is rendeznek (Adam New Zealand Festival of Chamber Music, Jazz Festival). Itt található a Nelson Provincial Museum (Nelson Tartományi Múzeum), mely az elmúlt 160 év folyamán összegyűjtött mintegy 1,4 millió tárgyat őriz. A múzeum a helyi közösség által finanszírozott, modern épületben található.

## Fordítás
- Ez a szócikk részben vagy egészben  a   Nelson, New Zealand című angol Wikipédia-szócikk fordításán alapul.  Az eredeti cikk szerkesztőit annak laptörténete sorolja fel. Ez a jelzés csupán a megfogalmazás eredetét és a szerzői jogokat jelzi, nem szolgál a cikkben szereplő információk forrásmegjelöléseként.